# Framtidens melodi
Framtidens melodi är en svensk dramafilm från 2010 med regi och manus av Jonas Holmström och Jonas Bergergård. I rollerna ses bland andra Rolf G. Ekroth, Sven-Olof Molin och Helena Bengtsson.

## Om filmen
Filmen producerades av Daniel Wirtberg och fotades av Bergergård. Den klipptes av Holmström och premiärvisades 30 januari 2010 på Göteborgs filmfestival. 31 augusti 2010 visades den av Sveriges Television och 10 juni 2011 hade den biopremiär.
Framtidens melodi belönades med publikens pris vid Film Festival del Garda i Italien 2011 och samma år fick Ekroth pris för "bästa manliga skådespelare" vid Festival Internacional de Cine en la ciudad de México i Mexiko.

## Handling
Stig Manner sliter som loppishandlare och har svårt att få ekonomin att gå ihop. Till sin hjälp har han den bohemiske trubaduren Janos. Stig ser potential i Janos trubadurkonster och i ett försök att förändra sin livssituation bestämmer han sig för att bli hans manager. Janos är dock inte lika entusiastisk som Stig, men gör allt han kan för att hålla Stig låga uppe. Plötsligt påminns Stig om sitt förflutna, vilket kanske förändrar allt.

## Rollista
- Rolf G. Ekroth – Stig Manner, loppishandlare
- Sven-Olof Molin – Janos, trubadur
- Helena Bengtsson – Catrin
- Thomas Christensson – Sune
- Carola Edvinsson
- Karl S. Averås
- Dan Enqvist
- Anna Skoglund
- Niclas Stenholm
- Olle Nilsson
- Urban Haaga
- Jan Holmström
- Andreas Johansson
- Kim Carlqvist
- Inga Ander
- Per‐Åke Olsson
- Henrik Jannesson
- Henrik Ahlrot
- Camilla Andersén
- Karl Larsaeus
- Vidar Hansen
- Rolf Waerme
- Johnny Westberg
- Bo Berndtsson
- Karin Skov
- Alexandra Alanko
- Erika Bonnevie
- Emelie Nilsson
- Michelle Johansson
- Lotass Lindgren

## Mottagande
Filmen fick ett blandat mottagande och har medelbetyget 3,1/5 (baserat på tio omdömen) på sajten Kritiker.se, som sammanställer recensioner av bland annat film. Mest positiva var Kulturnyheterna och Moviezine, som båda gav betyget 4/5 och mest negativa Aftonbladet, Expressen och Svenska Dagbladet, som alla gav tvåor i betyg. Övriga gav betyget 3/5.

## Musik
- Thomas Denver Jonsson – "Possession"
- Thirteen Moons – "Mowgli and Baloo"
- Vidar Music – "med vinden kom en sång" (Lars Wiggman/Alf Robertson)
- Tore Berg – "Avsked"
- "Idas sommarvisa" (musik: Georg Riedel, text: Astrid Lindgren)
- "Ikaros" (musik och text: Björn Afzelius)
- "Tvivlaren" (musik och text: Björn Afzelius)
- "Intro da vida" (musik: David Sperling Bolander)